# Port Jervis
Port Jervis è una città degli Stati Uniti d'America situata nello Stato di New York e in particolare nella contea di Orange.

## Infrastrutture e trasporti
La città è servita dal servizio ferroviario suburbano New Jersey Transit Rail.